# Monte San Giovanni Campano
Monte San Giovanni Campano é uma comuna italiana da região do Lácio, província de Frosinone, com cerca de 12.812 habitantes. Estende-se por uma área de 48,51 km², tendo uma densidade populacional de 264 hab/km². Faz fronteira com Arce, Arpino, Boville Ernica, Castelliri, Fontana Liri, Sora, Strangolagalli, Veroli.
Faz parte da rede das Aldeias mais bonitas de Itália.

## Demografia
| Variação demográfica do município entre 1861 e 2011                               |
|                                                                                   |
| Fonte: Istituto Nazionale di Statistica (ISTAT) - Elaboração gráfica da Wikipedia |